# Wilaya de Jijel
La wilaya de Jijel (/ʒi.ʒɛl/ ), en berbère : Tamnadt n Ighil Gili / en tifinagh : ⵜⴰⵎⵏⴰⴷⵜ ⵏ ⵉⵖⵉⵍ ⴳⵉⵍⵉ; en arabe : ولاية جيجل, est une wilaya côtière située dans le Nord-Est de l'Algérie ,dont le chef-lieu est la ville éponyme de Jijel.

## Géographie

### Situation
La wilaya de Jijel est située au nord-est de l'Algérie. Elle est limitée au nord par la mer Méditerranée à l'ouest par la wilaya de Béjaïa, à l'est par la wilaya de Skikda, au sud-ouest la wilaya de Sétif, au sud par la wilaya de Mila et enfin au sud-est par la wilaya de Constantine.
|                  | Mer Méditerranée |                  |
| Wilaya de Béjaïa | wilaya de Jijel  | Wilaya de Skikda |
| Wilaya de Sétif  | Wilaya de Mila   |                  |

### Relief

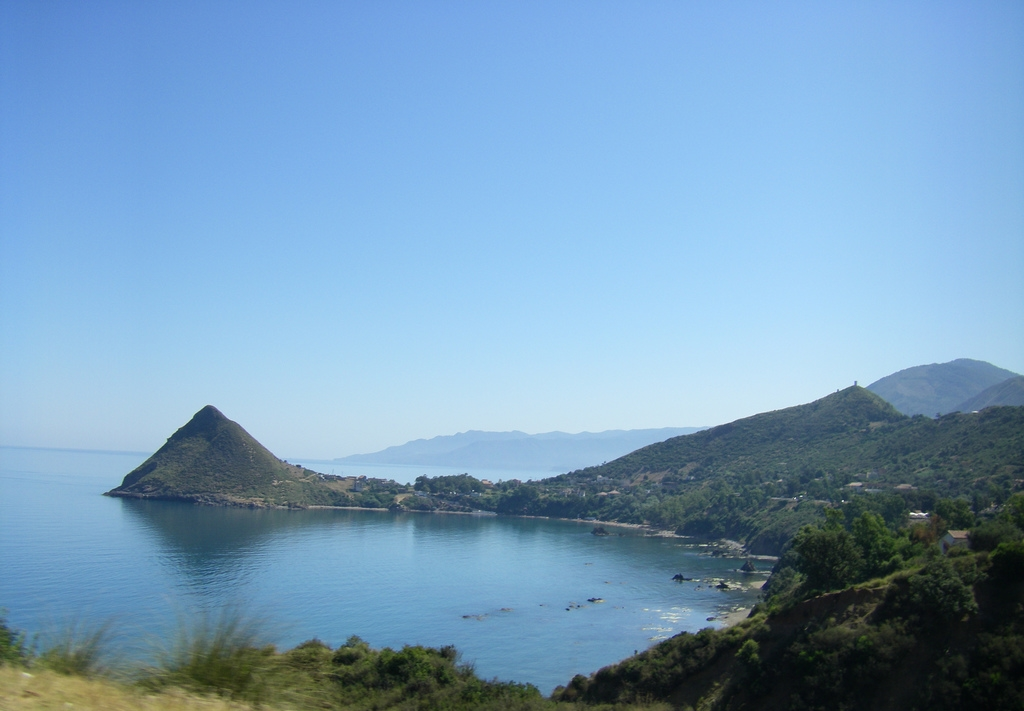
Corniche Jijelienne entre Béjaïa et Jijel en Algérie.

Les plaines côtières de la région de Jijel sont entourées au sud par les reliefs de la Kabylie Orientale. La topographie est sub-plane au niveau de la plaine de l'oued El Mencha et augmente en progressant vers le sud.
La cote de la wilaya de Jijel d’une longueur de 121,2 km, se distingue en deux zones bien différentes.
En général le littoral ouest est rocheux. On y trouve des corniches, des grottes et de petites plages à sable doré.
Par contre le littoral Est, connu pour ses longues plages de sable, débute à partir de la commune de Taher jusqu'à la frontière avec la wilaya de Skikda. Ainsi les plages de Bazoul à Béni Belaid en passant par el Kennar, El Mezaïr et Sidi Abdelaziz, se suivent sans discontinuité formant ainsi une seule étendue d'une longueur de 23 km.
La plaine est située au nord, le long de la bande littorale allant des petites plaines de Jijel, les plaines d'El Aouana, le bassin de Jijel, les vallées de Oued El Kebir, Oued Boussiaba et les petites plaines de Oued Z'hour.
Dans cette région, la montagne tombe souvent à pic dans la mer et forme une côte très découpée appelée corniche jijelienne, où l'on admire caps, falaises, presqu'îles et promontoires. On y trouve aussi de très belles grottes, telle que celles de Dar El Oued, et des gouffres encore inexplorés.
Le bassin versant culmine à 1 589 m d'altitude avec une altitude moyenne de 406,02 m. Les principales cimes montagneuses sont : Tamezgida, Tababort, Seddat, Bouazza.
La végétation du bassin versant est marquée par une couverture forestière peu abondante constituée en majeure partie de chênes-lièges.
La Wilaya de Jijel est caractérisée par un relief montagneux. Bien que l'altitude moyenne soit de 600 à 1000 M, on distingue principalement deux régions physiques :
- Les zones de plaines :

Situées au nord, le long de la bande littorale allant des petites plaines de Jijel, les plaines d'El-Aouana, le bassin de Jijel, les vallées de Oued Kébir, Oued Boussiaba et les petites plaines de Oued Z'hor.
- Les zones de montagnes :

Elles constituent l'essentiel du territoire de la wilaya (82 %) et sont composées de deux groupes :
- Groupe 1 : Zones moyennes montagnes situées dans la partie littorale et centrale de la wilaya, caractérisée par une couverture végétale très abondante et un réseau hydrographique important.
- Groupe 2 : Zones de montagnes difficiles situées à la limite sud de la wilaya, elles comportent les plus hauts sommets de la wilaya dont les principaux sont : Tamasghida, tababour, Bouazza et Seddat.

### Climat
Comme toutes les régions du littoral algérien, la Wilaya de Jijel bénéficie d'un climat tempéré avec un hiver doux caractéristique des zones méditerranéennes. La température moyenne à Jijel est de 18,2 °C et bénéficie d'une pluviométrie de l'ordre de 1 200 mm/an. Elle est parmi les régions les plus arrosées d'Algérie sur l'année avec une précipitation moyenne de 814 mm. La variation des précipitations entre le mois le plus sec et le mois le plus humide est de 136 mm.
On note aussi qu'au col de Texanna, qui se situe à 725 m d'altitude, l'enneigement dure plus de 11 jours/an.
Les vents dominants soufflent généralement de la mer vers le continent (NNW - SSE).

## Histoire
La région aussi appelée Pays des Kotama est peuplée par les tribus Berbères Kutama dont les descendants sont les Kabyles hadra. [réf. nécessaire]. Vers le Xe siècle avant l'ère chrétienne, les Phéniciens, marins et marchands, en quête de bases pouvant offrir le maximum de sécurité à leur commerce, s'installent à Jijel où ils fondent un comptoir.
Vers 650, les premiers cavaliers de l'Islam firent leur apparition. De nombreuses dynasties ont pris le pouvoir pendant cette période dont : les Aghlabides, les Fatimides, les Zirides, les Hammadides, les Almohades et les Ottomans.
L’expédition de Djidjelli (1664)) est un fait marquant de l’histoire de Jijel.
Le 13 mai 1839, les troupes françaises s'emparèrent de la ville. Les émissaires de l'Émir Abdelkader bien accueillis, furent suivis par toute la population de la région. La lutte populaire dura jusqu'à en 1842. Les insurrections armées reprirent en 1845-1847-1851 dont celle de 1851 fut la plus meurtrière.
Lors de la colonisation française, la wilaya de Jijel fit partie du département de Constantine. En 1954 au déclenchement de la guerre d'Algérie, l'ensemble du territoire correspondant à la wilaya fut rattachée à la wilaya II historique; le Nord-Constantinois. À l'indépendance elle fut rattachée à la wilaya de Constantine et ce ne fut qu'en 1974 que Jijel a été promue officiellement au rang de wilaya.

## Organisation de la wilaya

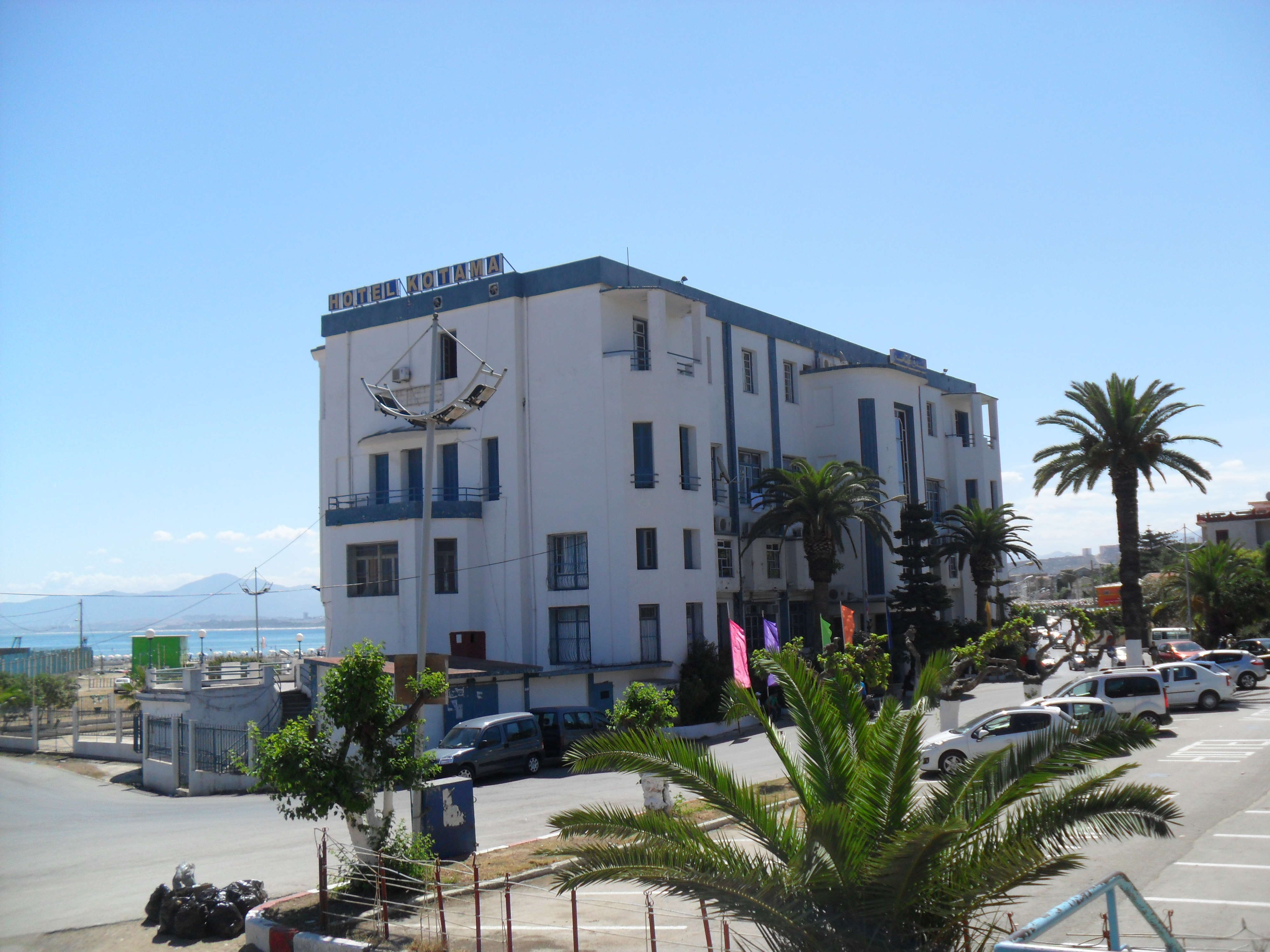
L'Hôtel Kotama

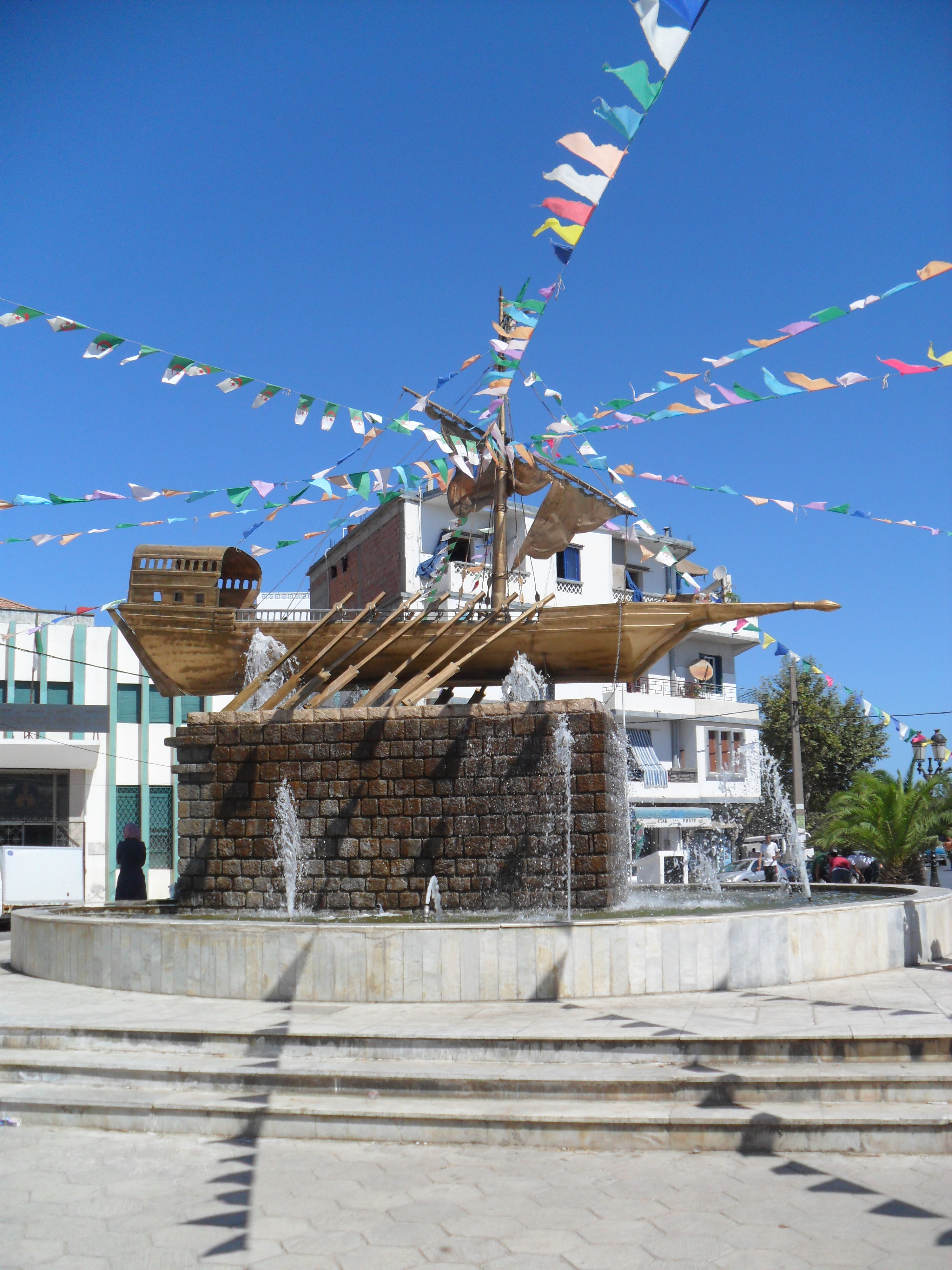
Bateau Baba Arroudj à Jijel

### Walis
Le poste de wali de la wilaya de Jijel a été occupé par plusieurs personnalités politiques nationales depuis sa création le 2 juillet 1974 par l'ordonnance no 74-69 qui réorganise le territoire algérien en portant le nombre de wilayas de quinze à trente et une.
| N° | Wali                  | Début              | Fin               |
| -- | --------------------- | ------------------ | ----------------- |
| 1  | Mostefa Meghraoui     | 17 septembre 1974  | 31 août 1978      |
| 2  | Mustapha Benzaza      | 1er septembre 1978 | 14 avril 1979     |
| 3  |                       |                    |                   |
| 4  | Mokhtar Henni         | 1er décembre 1980  | 31 août 1985      |
| 5  | Abdelghani Zouani     | 31 août 1985       | 26 juillet 1989   |
| 6  | Abdellatif Bessaïh    | 26 juillet 1989    | 29 juillet 1990   |
| 7  | Bachir Frik           | 29 juillet 1990    | 30 juin 1994      |
| 8  | Kadri Belaribi        | 30 juin 1994       | 1996              |
| 9  | Brahim Boubrit        |                    | 22 août 1999      |
| 10 | Abderrahmane Zemmouri | 22 août 1999       | 17 août 2004      |
| 11 | Ahmed Maâbed          | 17 août 2004       | 30 septembre 2010 |
| 12 | Ali Bedrici           | 30 septembre 2010  | 22 juillet 2015   |
| 13 | Larbi Merzoug         | 22 juillet 2015    | 13 juillet 2017   |
| 14 | Bachir Far            | 13 juillet 2017    | 25 janvier 2020   |
| 15 | Abdelkader Kelkal     | 25 janvier 2020    | 14 septembre 2022 |
| 16 | Ahmed Meguelati       | 14 septembre 2022  | en cours          |

### Daïras
La wilaya de Jijel compte 11 daïras.

### Communes
La wilaya de Jijel compte 28 communes.

## Ressources hydriques

### Barrages

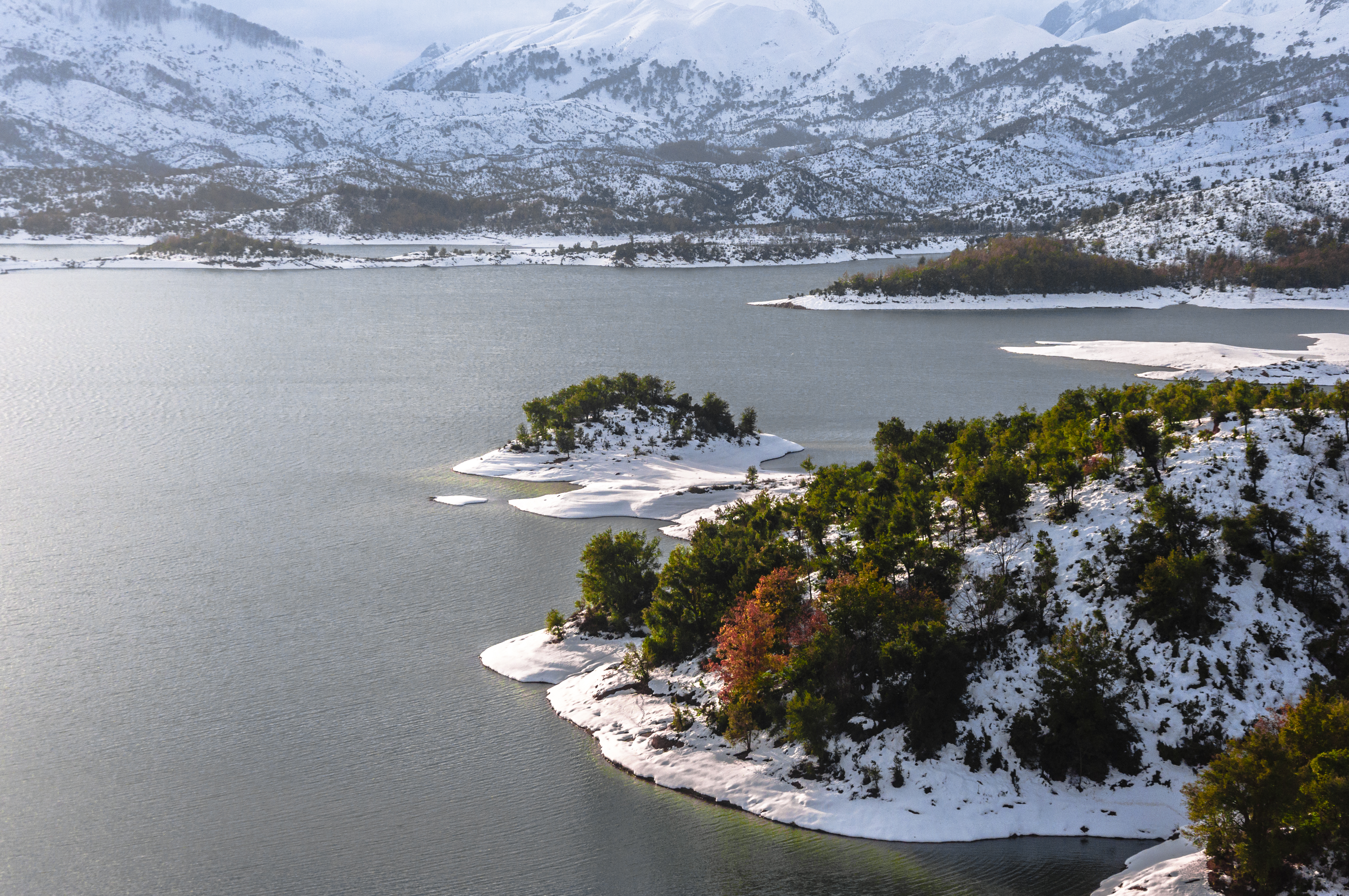
Le lac du barrage d'Eraguene avec un peu de neige dans le Wilaya de Jijel. Janvier 2017.

Cette wilaya comprend les barrages suivants:
- Barrage Kissir[18].
- Barrage de Boussiaba[19].
- Barrage d'El Agrem[20].
- Barrage d’Erraguene.
- Barrage de Tabellout[21].

Ces barrages font partie des 65 barrages opérationnels en Algérie alors que 30 autres sont en cours de réalisation en 2015.

## Institut national de recherche forestière
Cette wilaya abrite une station de recherche et d'expérimentation rattachée à l'Institut national de recherche forestière.

## Santé
- EPH de Jijel.
- EPH d'El Milia.
- EPH de Taher
- EPSP de Jijel
- EPSP de Sidi Maarouf
- ESP de Taher
- EPSP de Djimla
- EPSP de Boucif Ouled Asker
- EPSP de Ziama Mansouriah

## Économie

### Tourisme

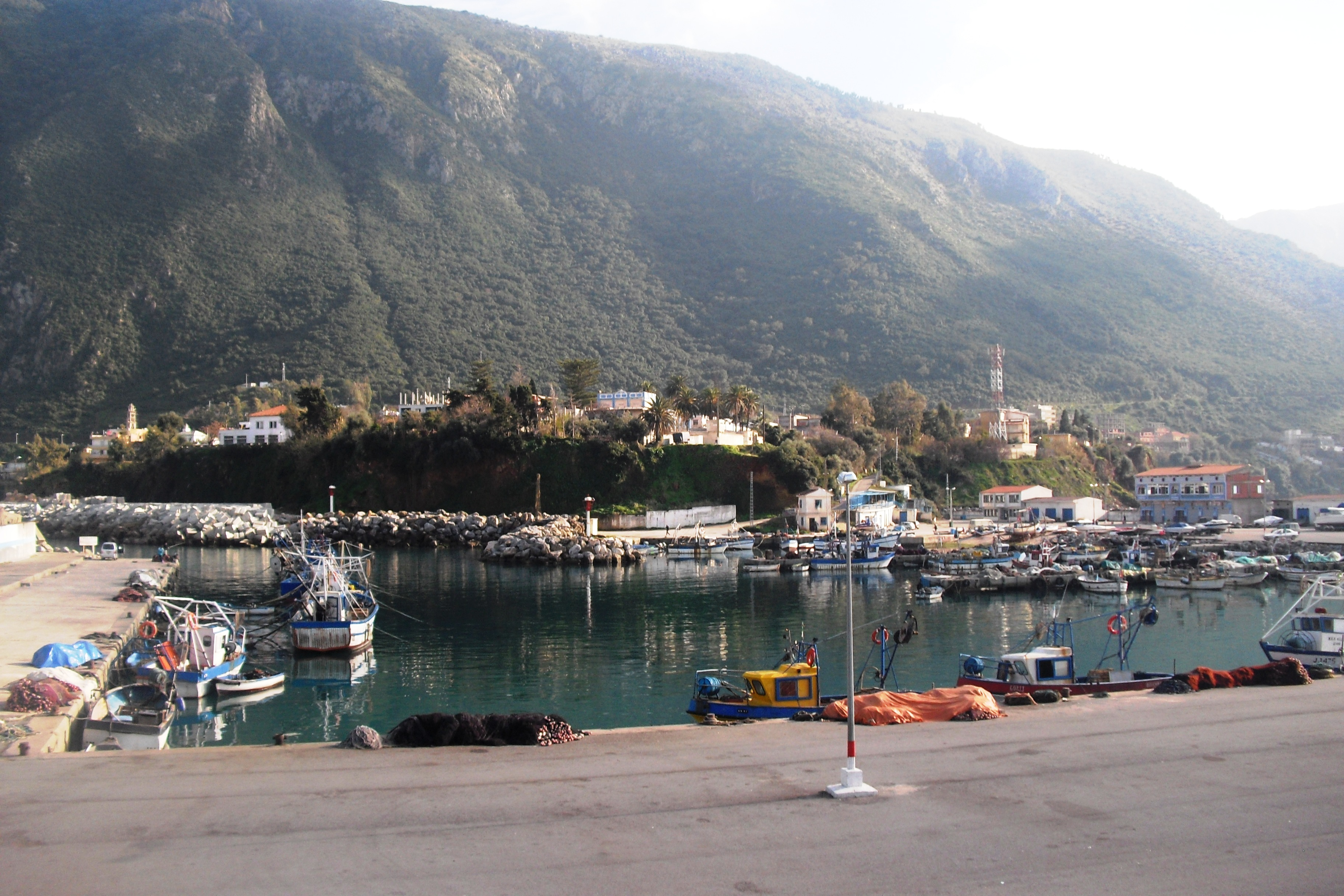
Vue sur le port de Ziama Mansouria et le village

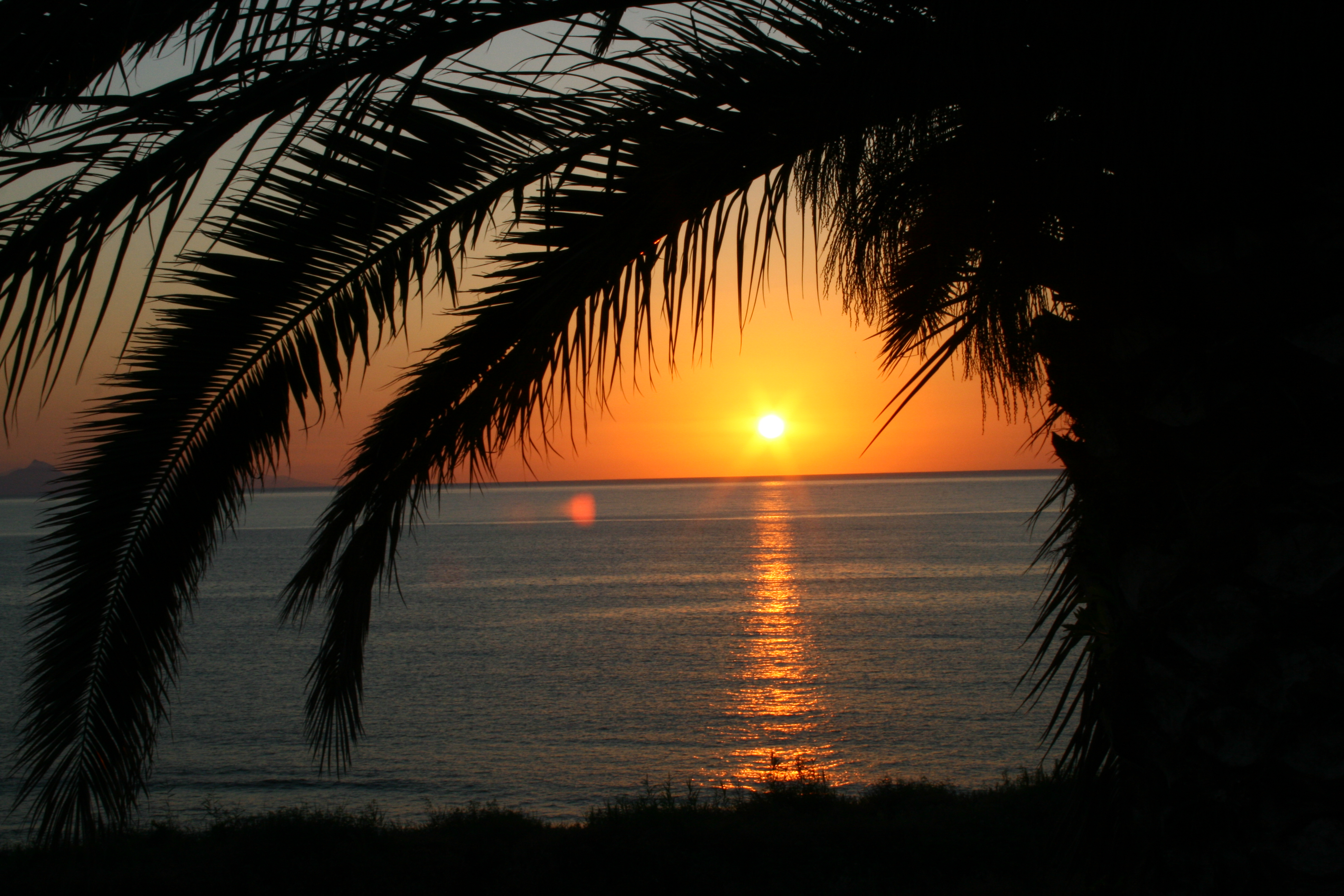
Coucher du soleil a Jijel

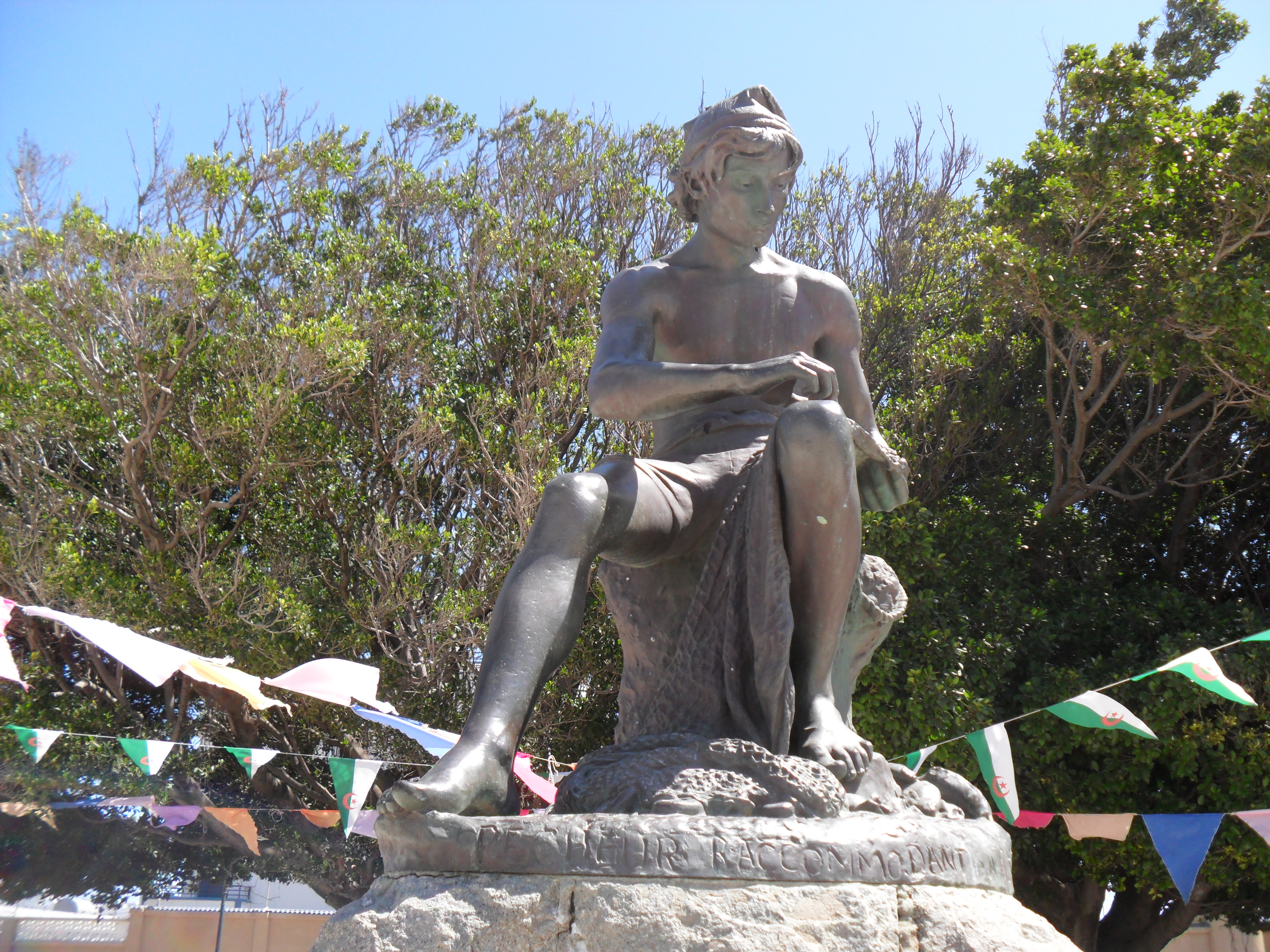
Statue du Pêcheur à Jijel

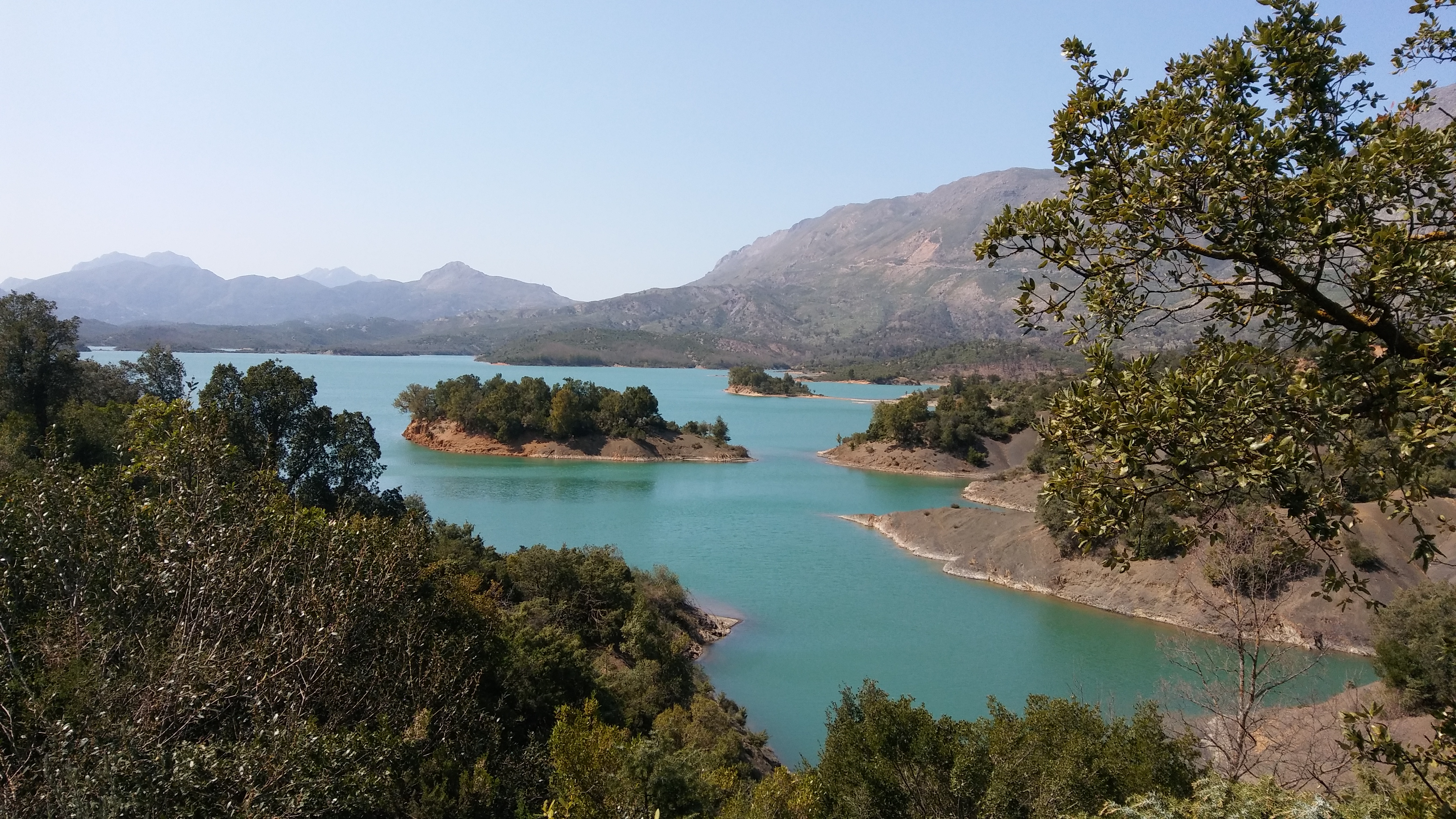
Iraguen à Jijel

Jijel est une ville touristique connue par la beauté de ses plages et ses paysages. Le littoral jijelien s’étend sur 120 km et compte 50 plages dont 23 sont surveillées. Les plus connues sont : Kotama, La crique, Grand Phare, Plage rouge (Sahel), Andreux, Rocher noir, Rocher aux moules, Cavallo, Ziama Mansouria, Tassoust, Béni Belaid.
Le parc animalier de Taza contient une variété d'animaux rares et protégés.
Certaines grottes, découvertes lors de l'ouverture de la RN 43 en 1917, sont d'une rare splendeur : "Les grottes merveilleuses" situées à 35 km à l'ouest de Jijel sur les falaises rocheuses, représentent une vraie merveille de par les formes de sculptures qu'elles englobent et "Ghar El Baz" est un véritable musée préhistorique. Son nom est en rapport avec la forme naturellement façonnée de la roche intérieure dont la ressemblance rappelle étrangement celle d'El Baz (Aigle en arabe).
La saison touristique été 2009 a attiré plus de 5 millions de touristes dépassant ainsi la ville de Béjaia pourtant très fréquentée auparavant et on attend pour la saison de 2010 un afflux de plus de 6,5 millions de touristes selon le wali de la ville et les médias algériens.
La ville dispose de nombreux hôtels parmi lesquels on trouve de nombreux hôtels de luxe donnant sur la Méditerranée tels que l'hôtel de Bohanche, l'hôtel de Kotama ou encore l'hôtel Nassim qui se situe à la place "Beaumarchais" la baie la plus connue de Jijel regroupant les quartiers chics de la ville.
Le tourisme de montagnes ou le tourisme sauvage est en pleine expansion surtout après le retour du calme et de la sécurité dans les régions de montagne.
Selon un sondage réalise par le ministère de l’intérieur et des collectivités locales la wilaya de Jijel été la destination préférer des estivants en 2018 en effet sur les 1892 personnes interrogés 21,4% ont affirmer avoir mis leur dévolu sur la région pour la saison estivale ce classement est suivi d'Alger avec 9,63% et de bejaia avec 9,41%.

## Patrimoine
Patrimoine Gastronomique

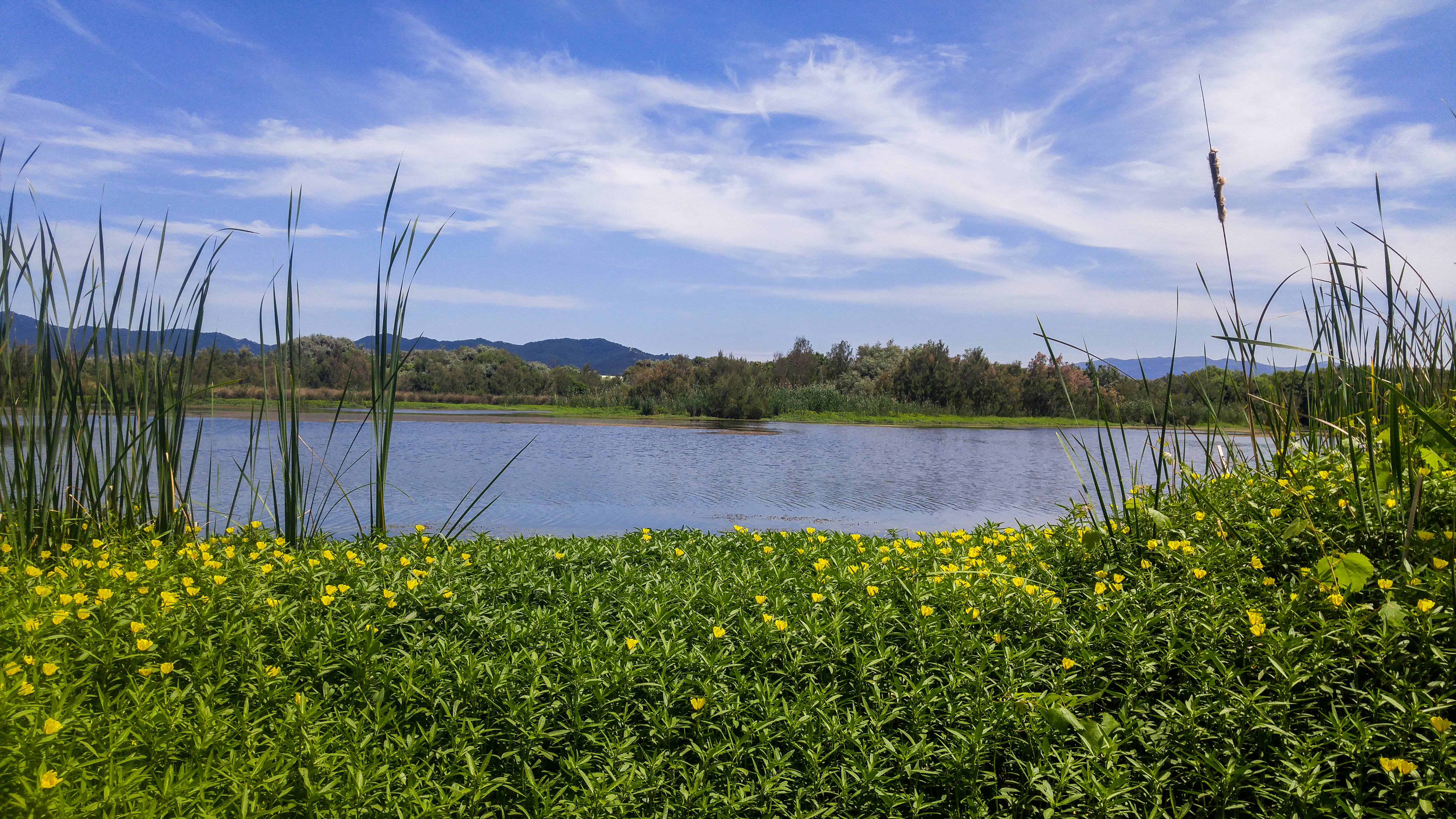
Lac de Ben Boulaid

La wilaya de jijel est connue pour sa cuisine côtière où le poisson et les fruits de mer sont des éléments de base de la cuisine jijelienne. De nombreux plats de la région sont à base de poisson, comme les sardines farcies, le célèbre seksu bel hout, un couscous au poisson préparé aussi a Tipaza ; le couscous noir, typiquement jijelien, est fait avec de l'orge.
La plupart des restaurants de la ville de jijel et de la région proposent du poisson et des fruits de mer dans leur carte (merou, rouget, plateau de fruit de mer, crevette en sauce, crevette sautées, calamar frit, etc.).
Patrimoine Culturel
Célebration de Yennayer ou Ras-El-Am
Du côté de Ziama-Mansouriah, commune limitrophe avec la wilaya de Béjaïa, les habitants tiennent toujours à marquer le début de chaque cycle du calendrier amazigh en préparant un couscous traditionnel à base de poulet et de légumes de saison pour le repas de midi. Un coq et une poule sont sacrifiés très tôt le matin par les chefs de familles tandis que les femmes offrent aux enfants des œufs durs, des bonbons, des crêpes traditionnelles, appelées Tighrifine ou Ghrayef (à l'est de la wilaya), et des beignets (Sfenj) préparés par les jeunes filles du village. Dans certains villages de cette petite région du littoral Jijelien, les habitants sacrifient un veau et organisent ce qu’ils appellent «Lewziâa» ou «Timechrit». Une action de solidarité et de valeurs humaines qui consiste à collecter une somme d’argent pour acheter un veau et permettre à toutes les familles d’avoir leurs parts peu importe leur rang social. L’année passée, une invitation a été postée sur facebook pour inviter tous les citoyens de passage à Ziama-Mansouriah à marquer une pause déjeuner parmi les villageois.
À l’extrême Est de Jijel, les régions d’El-Milia, Sidi-Maârouf, Settara, Ghebala et Ouled Yahia, Yennar, comme l’appellent les habitants de ces contrées, est considéré comme le socle commun de tous les habitants de la Kabylie orientale (Kbayel El Hadra). Pour eux, cette fête traditionnelle, célébrée la nuit du 12 janvier, incarne les valeurs ancestrales de partage, de générosité, de solidarité et de convivialité. Durant cette journée, qualifiée souvent d’exceptionnelle, les villageois se réunissent pour sacrifier plusieurs coqs qui seront soigneusement préparés par les femmes et les filles du village. Le plat tant attendu, à savoir une Chekhchoukha traditionnelle, sera servi au diner.

### Patrimoine animalier

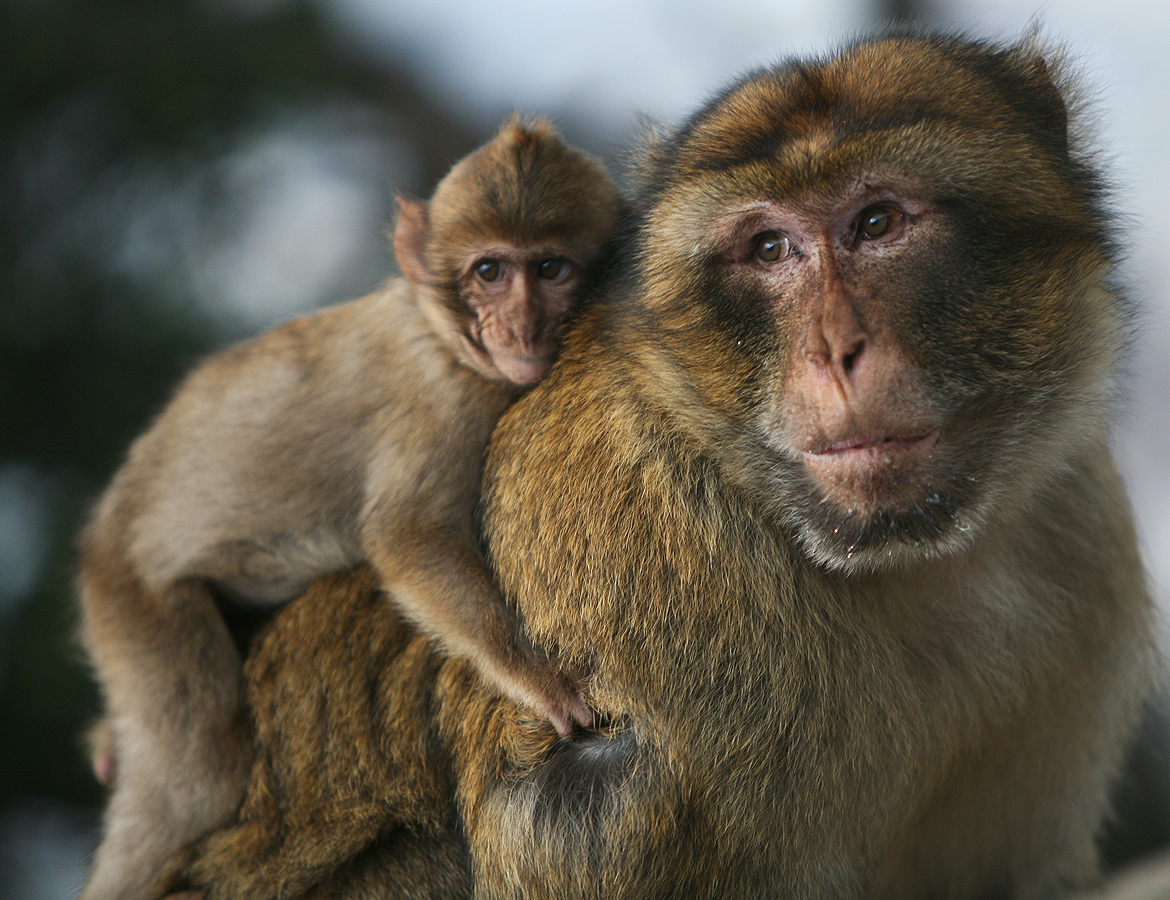
Le Macaque berbère

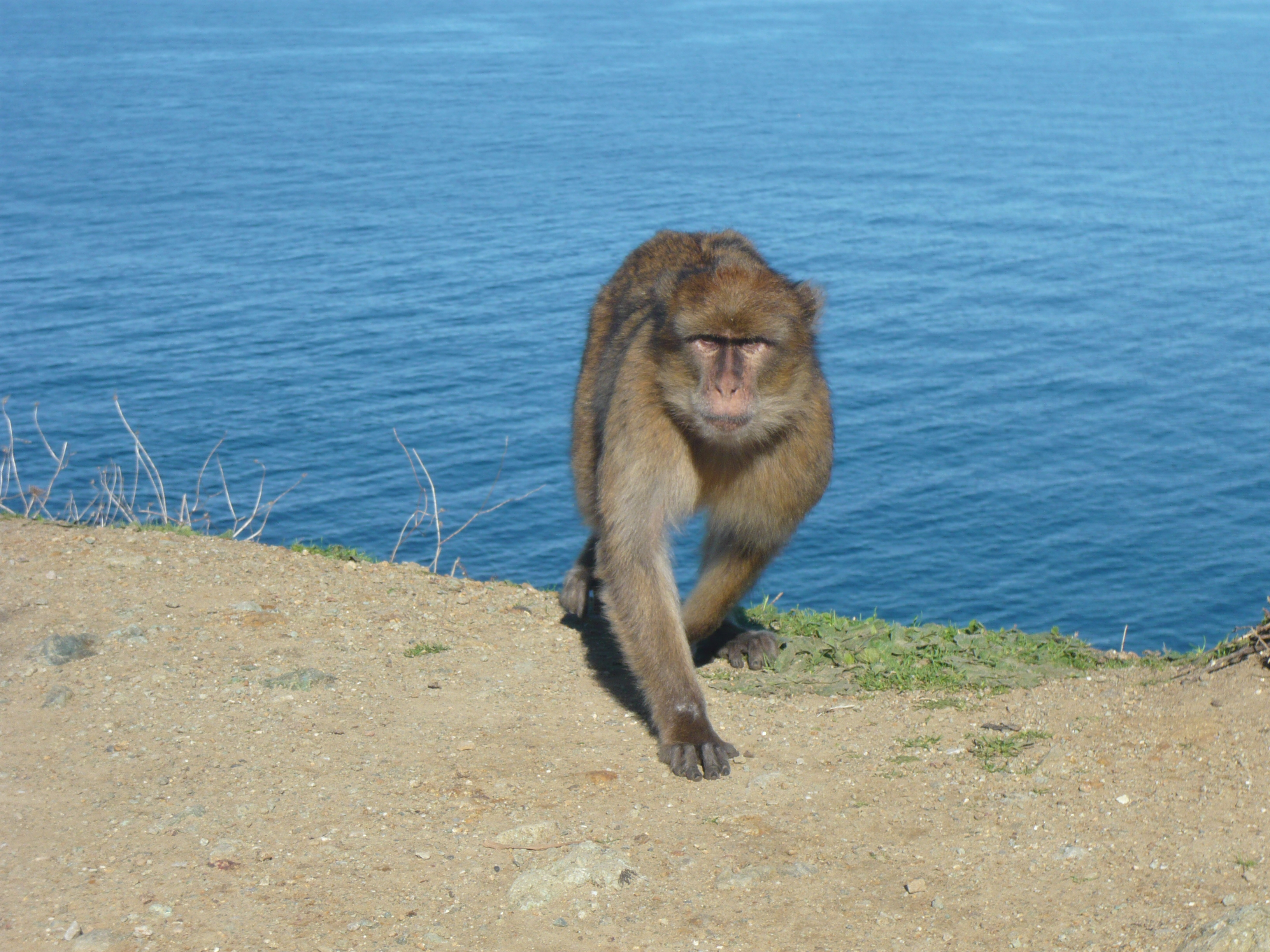
Un macaque berbère sur la plage d’El Aouana

Cette région fut le territoire du léopard de berbérie qui fut exterminée entre 1920 et 1930 sous la colonisation française.
Des témoignages qui demeurent non prouvés affirment sa perpétuelle existence dans tout le territoire de la petite Kabylie.
Cette région compte aussi parmi sa faune le seul spécimen de macaque en Afrique ; le macaque berbère ou autrement appelé magot dont la docilité en fait une curieuse et plaisante attraction pour les touristes.